# Onthophagus pendjarius
Onthophagus pendjarius es una especie de insecto del género Onthophagus, familia Scarabaeidae, orden Coleoptera.

Fue descrita científicamente por Josso & Prévost en 2006.